# محمد القرفي
محمد القرفي، مؤلف موسيقي تونسي وقائد اوركستر، من مواليد تونس العاصمة سنة 1948 . ويعد في تونس فنان مجدد لعدم الانسياق وراء الموجات التقليدية والتعمق في البحث والابتكار.
كانت فترة رئاسته لفرقة مدينة تونس للموسيقى فترة حافلة بالنشاط والابداع حيث وجد في الشاعرالمرحوم عبد الحميد خريف أفضل من يصوغ أفكاره شعرا وفي أصوات ثامر عبد الجواد وعزيزة بوترعة وأحمد زروق أحسن من يبلغ بصدق مشاعره وأحاسيسه.
ساهم محمدالقرفي كملحن ومؤلف موسيقي في عدة أعمال للمسرح والسينما والتلفزيون فضلا عن تعامله مع الرحابنة ومارسيل خليفة وجوليا بطرس وعلي الحجار ضمن برنامج أصوات الحرية.
قدم مجموعة من الأوبيريت والعروض الراقية التي تبنت القضايا العادلة وبعد مغادرته لفرقة مدينة تونس للموسيقى، اقتصر نشاطه على عروض «زخارف عربية» التي قدمها في بعض المهرجانات. لحن القرفي قصائد محمود درويش، أبو القاسم الشابي، أحمد فؤاد، نجم سعيد عقل، منصور الرحباني، عبد الحميد خريف...

## مؤلفاته الموسيقية
- ” الاشكال الالاتية في الموسيقى الكلاسيكية بتونس” 1996
- “صفحات من الموسيقى العالمية” 1997
- “المسرح الغنائي العربي” 2009.[1]

فضلا عن ترجمة حول الموسيقى العربية لانطونان لافاج 2006.